# Elisabeth Nüdling
Elisabeth „Lisa“ Nüdling (* 1. April 1980 in Fulda) ist eine deutsche Kunsthistorikerin und Kunsthändlerin.

## Leben

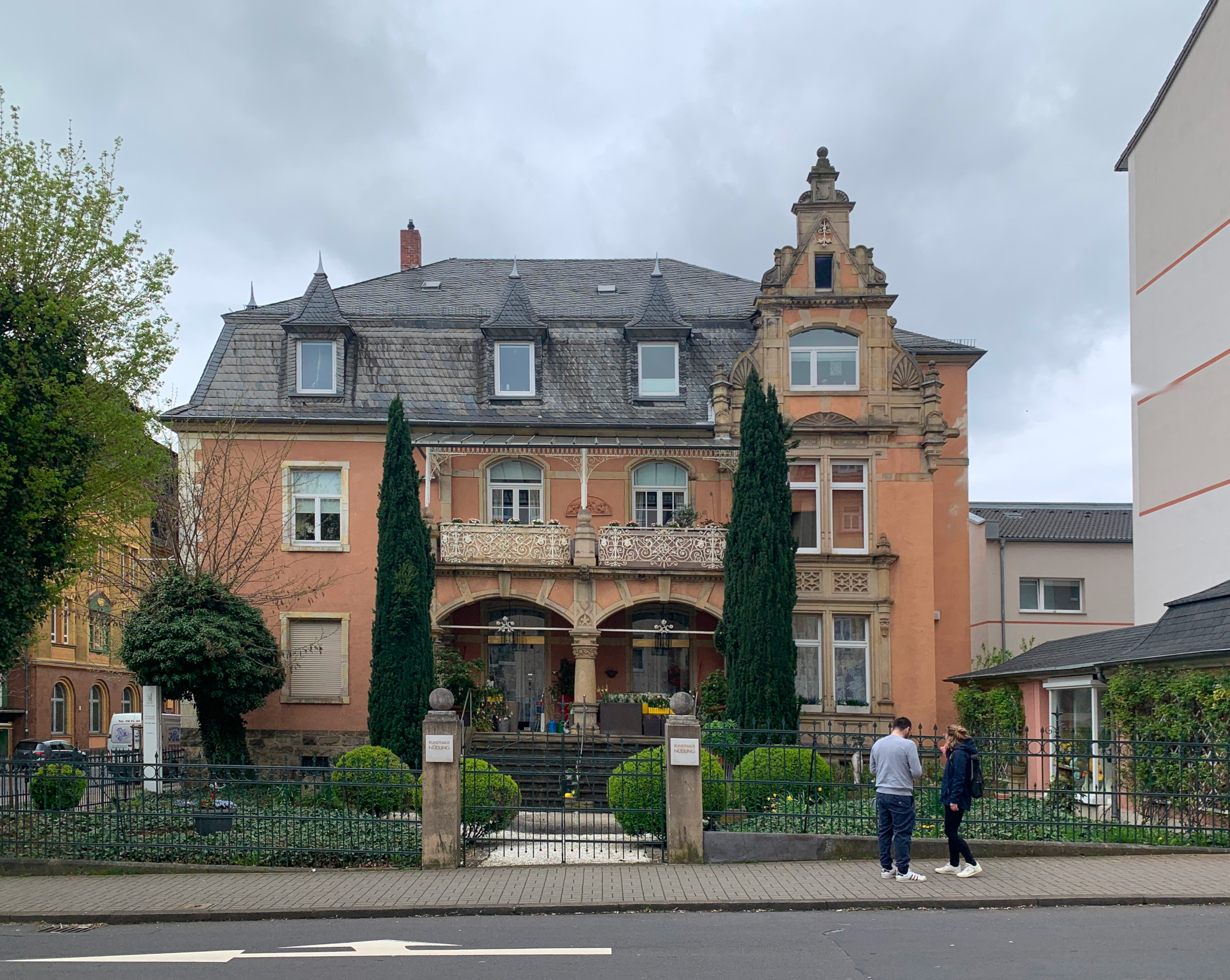
Kunsthaus Nüdling

Elisabeth Nüdling besuchte von 1994 bis 1999 die Hermann-Lietz-Schule Schloss Bieberstein in Hofbieber. Danach studierte sie Kunstgeschichte an der Universität München. 2007 wurde sie dort mit einer Arbeit über den Maler Carl Robert Kummer bei Frank Büttner zum Dr. phil. promoviert. 2016 ließ sie sich bei der Deutschen Gemmologischen Gesellschaft (DGemG) in Idar-Oberstein zur Gutachterin für Diamanten ausbilden (Gemmologin).
Mit ihrer Mutter Charlotte Nüdling betreibt sie das Kunsthaus Nüdling in Fulda. Die Kunsthandlung ist Mitglied im Kunsthändlerverband Deutschland sowie der International Confederation of Art and Antique Dealers Associations (CINOA) und stellt regelmäßig auf internationalen Kunst- und Antiquitätenmessen aus. 2011 wurde das Kunsthaus von dem Magazin A&W Architektur & Wohnen in den Kreis der „120 besten Adressen für Antiquitäten in Deutschland“ aufgenommen. Das Gebäude des Kunsthauses Nüdling steht als Kulturdenkmal unter Denkmalschutz.
Mit ihren Auftritten in der ZDF-Sendereihe Bares für Rares erreichte Nüdling Bekanntheit im deutschsprachigen Raum. Seit 2017 nimmt sie hier regelmäßig als Händlerin ihren Platz im Verkaufsraum ein. Als Gast bei Bares für Rares Österreich nahm sie im April 2024 dort im Händlerraum Platz.
Am 11. September 2022 trat Nüdling in der Fernsehsendung ZDF-Fernsehgarten auf, am 23. März 2023 dann bei Hier und heute.

## Veröffentlichungen
- Studien zur Auffassung der Landschaftsmalerei von Carl Robert Kummer (1810–1889). Magisterarbeit, München 2003 (ungedruckt).
- Taormina. Landschaft als Bühne. In: Frank Büttner, Herbert W. Rott (Hrsg.): Kennst Du das Land. DuMont, Köln 2005, ISBN 3-8321-7519-9, S. 369–380.
- Reisen als Lebenselixier. Der Dresdner Landschaftsmaler Carl Robert Kummer. In: Weltkunst. 76, 2006, 1, S. 52–54.
- Carl Robert Kummer (1810–1889). Ein Dresdner Landschaftsmaler zwischen Romantik und Realismus. Dissertation. Universität München 2007. Imhof, Petersberg (Hessen) 2008, ISBN 978-3-86568-320-5.